# Verhnii Strutîn, Rojneativ
Verhnii Strutîn (în ucraineană Верхній Струтинь) este o comună în raionul Rojneativ, regiunea Ivano-Frankivsk, Ucraina, formată numai din satul de reședință.

## Demografie
Componența lingvistică a comunei Verhnii Strutîn
     Ucraineană (99,79%)
     Alte limbi (0,21%)
Conform recensământului din 2001, majoritatea populației comunei Verhnii Strutîn era vorbitoare de ucraineană (99,79%), existând în minoritate și vorbitori de alte limbi.